# 鷹島 (鹿児島県)

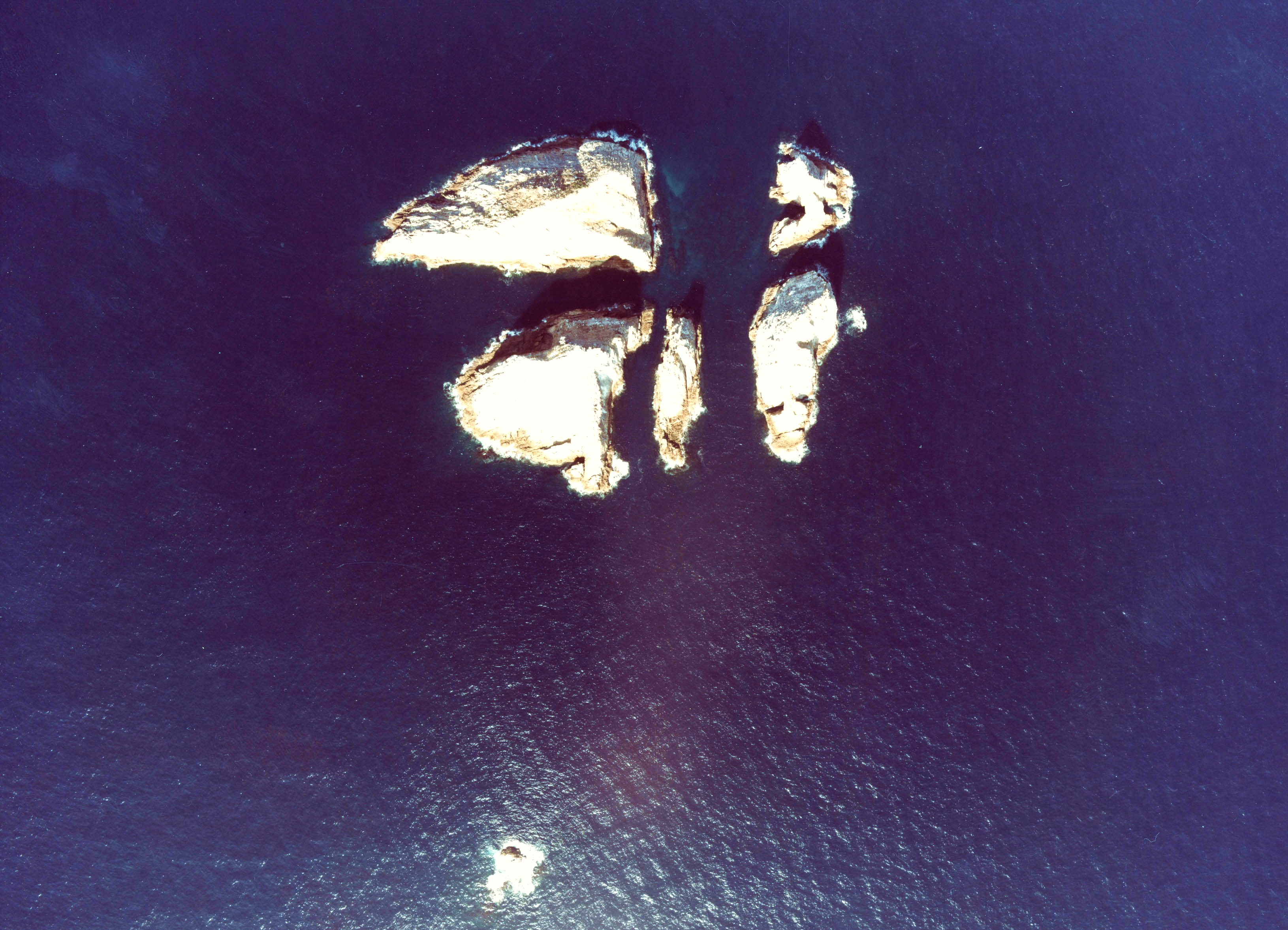
鷹島の空中写真。（1978年撮影）

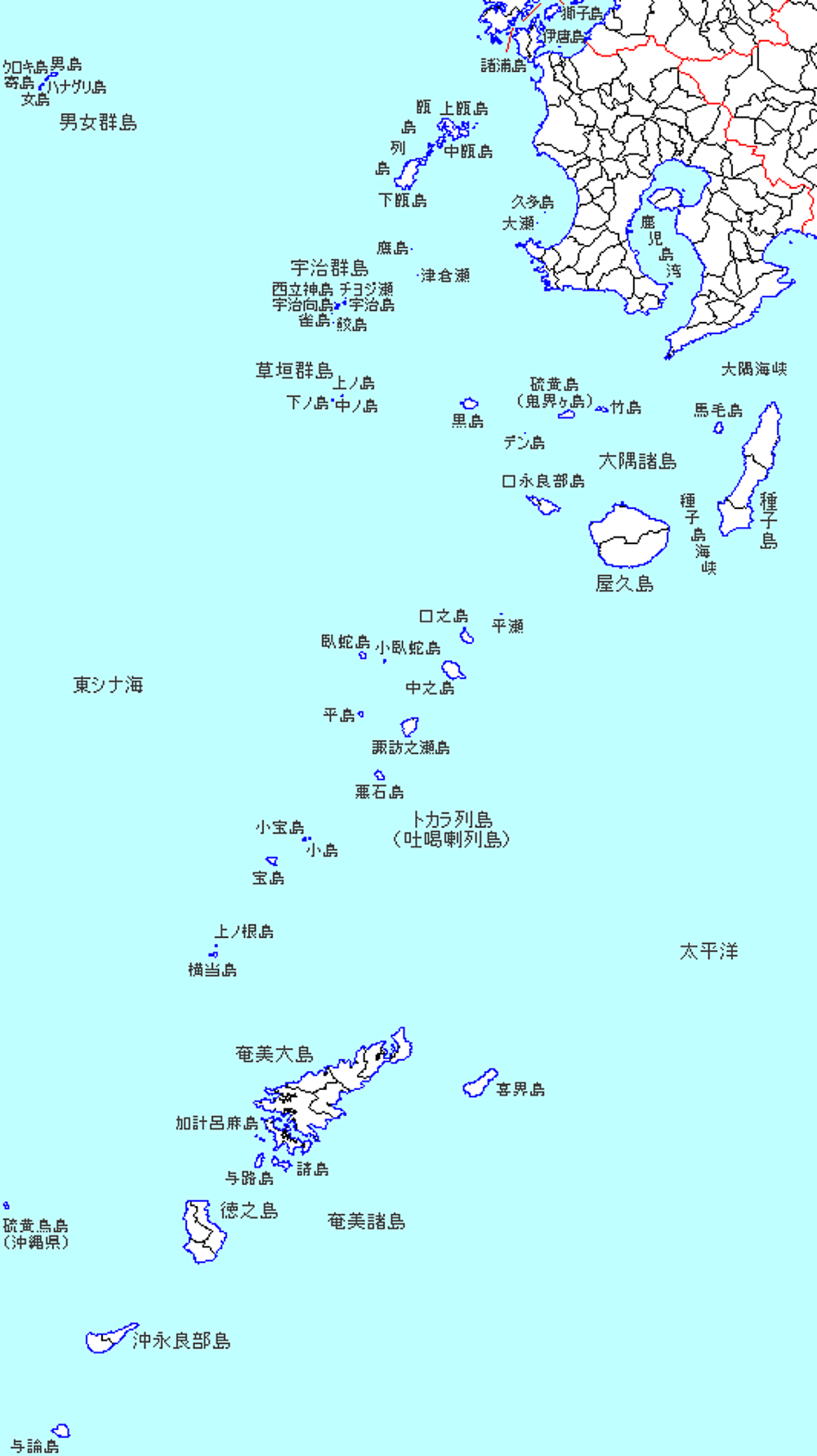
鷹島の位置（上部中央、下甑島の南方）

鷹島 （たかしま）とは薩摩川内市・甑島列島の下甑島南方20km程にある小島。無人島。
鹿児島県の野間岬から西方沖35km程にある。南方20km程沖には津倉瀬がある。

## 地理
- 下甑島手打崎から南へ約23kmの東シナ海に浮かぶ面積0.04km2の大小5つのそり立つ岩礁からなる島で、島は無人島となっている。
- 島は岩礁ながらも南に位置する宇治群島、草垣群島、津倉瀬と共に絶好の釣場となっている。
- 甑島列島などの有人の島から離れており、島は南方20km沖に浮かぶ津倉瀬と共に「所属未定地」となっている。[1]
- 所属未定地のため隣接自治体である宇治・草垣の両群島が所属する南さつま市及び、甑島列島が所属する薩摩川内市どちらの市とも島の面積は含まれない、ただし鹿児島県の合計面積には含まれる。
- 国土地理院では島の面積は単独で示し、位置の説明は「甑島南方」と示される。
- 所属未定地であるため、鷹島に本籍を置くことはできない。
- 鷹島の南方沖に、2つの離れ小島（無名）がある。

## 歴史
- 鷹島および津倉瀬（鷹島の南約12キロ）周辺海域は古くから下甑島漁民の重要漁場として知られていた。
- 宝暦13年（1763年）には下甑島からの訴えにより、他所船による鷹島・津倉瀬周辺でのマグロ漁が禁じられ、カツオ漁などは下甑島の浜方と協議のうえで行うことが定められている。